# ミュージックスクエア (NHK-FM)
『ミュージック・スクエア』（Music Square）は、NHK-FMで1990年4月2日から2009年3月27日まで放送されていた日本の音楽番組である。

## 概要
番組は、以下２つの時期に大別できる。すなわち、1990年4月 - 1995年3月におけるアーティスト・音楽関係者による日替わりパーソナリティ時代（リニューアル前）と、1995年4月 - 2009年3月における月 - 木曜日／金曜日の計2人によるパーソナリティ体制の時代（リニューアル後）である。

## 放送時間
すべてJST。
| 期間                         | 放送時間（日本時間）          |
| ---------------------------- | ----------------------------- |
| 1990年4月2日 - 1996年3月31日 | 月曜日 - 金曜日 21:00 - 22:45 |
| 1996年4月1日 - 2006年3月31日 | 月曜日 - 金曜日 21:00 - 22:35 |
| 2006年4月3日 - 2009年3月27日 | 月曜日 - 金曜日 21:10 - 22:45 |

NHK交響楽団定期演奏会生中継の演目が通常放送枠に収まりきらない場合、放送時間を繰り下げる事があったが、2006年度からNHKラジオ第1放送同時の「NHKきょうのニュース」が延長されたことと、「ベストオブクラシック」が19時30分から21時10分の枠で放送されるようになり、N響演奏会の延長スライドが殆どなくなった。
再放送
2002年4月7日から2008年3月23日まで、日曜深夜枠（23時 - 0時35分）で定期的に金曜日分の再放送が行われていた。状況によって再放送枠にて特番（後述）や通常放送を行っており、2007年9月21日の「TOP20カウントダウン」は特別番組により放送休止となったが、同年9月23日の日曜深夜枠において通常のレギュラー本放送扱いで「TOP20カウントダウン」の放送を行った。
休止
祝日は「今日は一日○○三昧」など特集番組放送のため番組が休止となることが多かった。他に、8月のお盆付近の二週間程度と12月最終週・1月第一週付近の二週間程度、番組が休止となっていた（うち12月最終週は「バイロイト音楽祭」を放送）。

## リニューアル前（1990年4月 - 1995年3月）
1990年4月2日にアーティストらが日替わりでパーソナリティを務める番組としてスタート。リニューアル前の最後の放送は1995年3月31日。
- 月曜日
  - 渋谷陽一（ - 1993年3月）
  - 奥居香（1993年4月 - 1994年3月）
  - 藤井フミヤ（1994年4月 - 1995年3月）
- 火曜日
  - 桑田佳祐（ - 1993年3月）
  - 谷村有美（1993年4月 - 1995年3月）
- 水曜日
  - 永井真理子（ - 1993年3月）
  - 森高千里（1993年4月 - 1995年3月）
- 木曜日
  - 布袋寅泰（ - 1993年3月）
  - 寺田恵子（1993年4月 - 1994年3月）
  - 辛島美登里（1994年4月 - 1995年3月）
- 金曜日
  - 中島みゆき（ - 1994年9月）
前番組「ジョイフルポップ」から引き続き金曜日を担当。
  - 渡辺美里（1994年10月 - 1995年3月）

## リニューアル後（1995年4月 - 2009年3月）
1995年4月3日、別番組であった「ミュージックパイロット」とフォーマットを交換する形で内容がリニューアルされた。
月 - 木曜日は、パーソナリティ・番組スタッフ・各種コーナー・リクエストにて選曲された日本のロック・ポップスを中心とした楽曲を流す部分と、ゲストコーナーにて構成。金曜日はメインとなるカウントダウンと各種コーナーにて構成されていた。主なリスナーは若者層や熱心な音楽ファンであり、末期においても週1500通のはがきやメールが番組に寄せられていた。
パーソナリティーについても、日替わり形式を事実上やめて、月-金曜日まで1人で担当するようになったが、1996年10月からは月-木曜日担当と金曜日担当とに分けて2人が担当するようになった。この体裁は同時刻後番組の「ミュージックライン」においても踏襲されている（但し左記番組は金曜日の放送が2011年3月をもって休止となったが、2018年4月に再開された）。
2009年3月27日、枠開始から19年・リニューアル後14年にわたる放送を終了。

### 歴代パーソナリティ
- 月曜日 - 木曜日
  - 中村貴子（1995年4月3日 - 2000年3月30日）
  - 玉川美沙（2000年4月3日 - 2002年3月28日）
  - 窪田有美（2002年4月1日 - 2005年3月31日）
  - 間宮優希（2005年4月4日 - 2008年3月27日）
  - 宮原亜矢（2008年3月31日 - 2009年3月27日）
2004年4月から4年間担当した金曜日から担当替え。
- 金曜日
  - 中村貴子（1995年7月7日 - 1996年9月27日）
1995年4月 - 6月は月 - 木と同じ構成。
  - 村上遙（1996年10月4日 - 1997年3月28日）
  - 高木理恵（1997年4月4日 - 2004年3月26日）
  - 宮原亜矢（2004年4月2日 - 2008年3月28日）
  - Happyだんばら（2008年4月4日 - 2009年3月27日）
リニューアル後では唯一の男性パーソナリティ。

### 番組内容
番組末期時点
オープニング・エンディングの曲は2か月ごとに変更されていた。
- 月曜日 - 木曜日
前半は番組おすすめの曲やリスナーのリクエスト曲などを中心に流し、その次に各種コーナーを行い、中盤はゲストが出演するトークコーナー、後半にはリスナーからのリクエストを中心に曲を流す構成であった。楽曲はフルコーラスのオンエアが基本であった。
  - オープニング
  - 今夜の1曲目
曲の前後にパーソナリティのコメントが挿入される。
  - 何曲かオンエア
2曲続けてかかる[注釈 3]。
  - 日替わりコーナー
  - テーマリクエスト
  - ゲストコーナー
  - リクエスト・テーマリクエスト
  - 次回[注釈 4]のゲストの曲を1曲
  - エンディング
- 金曜日
リクエストやCD売上を集計したカウントダウンプログラム『TOP20カウントダウン』をメインに注目アーティストなどを紹介するコーナーなどを間に挟み進行する。
  - オープニング
  - 先週のTOP5おさらい
  - 20 - 11位[注釈 5]
  - 新着スポットライト

放送日近辺でリリースの楽曲をアーティストからコメントを含めてフルでオンエア。
  - 10 - 6位[注釈 6]
  - ミュージックカレンダー
放送日 - 次回放送日までの間の記念日をリスナーから募り、リクエストをオンエア。2009年3月20日放送分が最終回となり、対象期間が3月31日までに拡大。
  - 5 - 1位
  - エンディング

### 定期的に行われていた企画
- 毎年放送初週に『ミュージック・シーン』、音楽関係者をゲストに招き今年期待されるアーティストや音楽シーンについて語ってもらった。
- 毎年大型連休近辺に『ニューカマー＆ネクストブレイクSP』、番組が今後期待するアーティストを紹介する特集を行う。パーソナリティの2人が登場、五十音順で5日間かけて紹介していた。
- 毎年7月下旬 - 8月下旬には『上半期TOP100カウントダウン』、12月下旬には『年間TOP100カウントダウン』を放送。パーソナリティが2人とも登場し、1日20（ないし25）曲ずつ1週間を通してカウントダウンしていた。なお、TOP100カウントダウンを放送したときでも日曜日に放送されるのは金曜日の放送分だけであった。
  - 2005年12月は金曜の放送をカットし、月 - 木で100曲を紹介したため、再放送はなく、曲の紹介も1日25曲であった。
  - 2006年上半期TOP100カウントダウンは特別番組の都合とアーティストのインタビューをより多く放送する為、放送は取りやめた。
  - 2007年上半期はTOP50・特番として行われた（後述）。

### 過去に行われた特集・企画・特番
- 公開録音
一度だけ1996年に行われた。ゲストは、高野寛・瀬戸朝香 ・プレイグス・浅井健一（当時BLANKEY JET CITY）。
- アーティストカウントダウン
- アーティストヒストリー
- プロデューサーウィーク
- サマーソングリクエストSP
過去には8月の数日間を割り当てて番組まるごとサマーソングを流すスタイルの特別編成であったが、後に7・8月テーマリクエストの一つに縮小された。
- スプリングSP - 2000年5月1日6時間半特番。
- AUTUMN SPECIAL TOP20 COUNTDOWN
1999年11月23日12:15 - 24:00に特番として放送。「90年代の名曲」カウントダウンを行った。
- 2007年上半期TOP50カウントダウン
2007年8月12日・8月19日、通常は金曜日の再放送を行っていた日曜深夜枠に特番として2週に渡り放送。今回は通常のTOP100の半分であるTOP50の発表であった。
- 最終回スペシャル
2009年3月27日、オープニング・エンディング曲のピックアップダイジェストとリスナーから募集したリクエストやエピソードを中心に構成され、宮原亜矢とHappyだんばらの2人にて行った。

## テーマ曲

### リニューアル後
| 年月                 | オープニングテーマ                                    | エンディングテーマ                          |
| -------------------- | ----------------------------------------------------- | ------------------------------------------- |
| 1995年4月            | 「Sky～この空の下～」藤生ゆかり                       | 「RUN AROUND」DEEN                          |
| 1995年5月            | 「とまどいを断ち切って」WILD STYLE                    | 「まだわからない」米米CLUB                  |
| 1995年6月            | 「BLACK OR WHITE?」浅倉大介expd.西川貴教              | 「LONG LONG WAY TO LOVE」石田裕             |
| 1995年7月            | 「甘い生活」VANILLA                                   | 「バイ バイ Baby」THE BLUE HEARTS           |
| 1995年8月~9月        | 「誰にも譲れない愛がある」雪丸美歩                    | 「Summer of Love」SOON                      |
| 1995年10月           | 「チャーム ポイント」岡村靖幸                         | 「ミッドナイト・レインボー」THE COLLECTORS  |
| 1995年11月           | 「バナナボートに銀の月」THE HIGH-LOWS                 | 「ダーリン」忌野清志郎                      |
| 1995年12月           | 「DISCOMAN」GREAT3                                    | 「僕は僕でいればいい」SMILE                 |
| 1996年1月            | 「Believe in fate」GLAY                               | 「小さな世界」Continental Breakfast         |
| 1996年2月~3月        | 「HOT TIME」TWINZER                                   | 「バンザイ ～好きでよかった～」ウルフルズ   |
| 1996年4月~5月        | 「Cheerio!」高野寛                                    | 「ここで逢いましょう」サニーデイ・サービス  |
| 1996年6月~7月        | 「ヘイ・ミスター・ドリーマー」PLAGUES                 | 「ドレッドライダー」THEATRE BROOK           |
| 1996年8月~9月        | 「キャンディ・ハウス」THEE MICHELLE GUN ELEPHANT      | 「孤独な旅人」エレファントカシマシ          |
| 1996年10月~11月      | 「On the Road Again」THE STREET SLIDERS               | 「彼女」大森洋平                            |
| 1996年12月           | 「犬と猫」中村一義                                    | 「雪が降る町"more bell mix"」UNICORN        |
| 1997年1月            | 「犬と猫」中村一義                                    | （リクエスト）                              |
| 1997年2月~3月        | 「ループスライダー」真心ブラザーズ                    | 「彼女は今日、」the pillows                 |
| 1997年4月~5月        | 「キミのカオ」ホフディラン                            | 「Shangri-La」電気グルーヴ                  |
| 1997年6月~7月        | 「月光陽光」THE HIGH-LOWS                             | 「ガソリンの揺れかた」BLANKEY JET CITY      |
| 1997年8月~9月        | 「Regret」RAZZ MA TAZZ                                | 「君にシャラララ」FLYING KIDS               |
| 1997年10月~11月      | 「Lucy」the PeteBest                                  | 「WALKIN' IN THE RHYTHM」フィッシュマンズ   |
| 1997年12月~1998年1月 | 「Lucky」SUPERCAR                                     | （冬の歌リクエスト）                        |
| 1998年2月~3月        | 「Mirror Mirror」浅田祐介                             | 「涙よりはやく走れ」フラワーカンパニーズ    |
| 1998年4月~5月        | 「Beat de Jump」ROUND TABLE                           | 「夜明け前」TOKYO No.1 SOUL SET             |
| 1998年6月~7月        | 「恋の不思議惑星」CARNATION                           | 「Feel Alright!」MOOMIN                     |
| 1998年8月~9月        | 「白日」GRAPEVINE                                     | 「アモレゴ」cool drive makers               |
| 1998年10月~11月      | 「Dreamtime」SOON                                     | 「東京」くるり                              |
| 1998年12月~1999年1月 | 「Good Day」Harvest                                   | 「からっぽ」ゆず                            |
| 1999年2月~3月        | 「My Girl」SUPERCAR                                   | 「苦々しい」谷口崇                          |
| 1999年4月~5月        | 「青春Ⅱ」LIFE RECORDERS                               | 「ブランニュージェネレーション」寺岡呼人    |
| 1999年6月~7月        | 「below normal」wilberry                              | 「remember」Swinging Popsicle               |
| 1999年8月~9月        | 「スロウライダー」サニーデイ・サービス                | 「Close your eyes」ARCH                     |
| 1999年10月~11月      | 「TOMORROW」WINO                                      | 「雨ざらしなら濡れるがいいさ」eastern youth |
| 1999年12月~2000年1月 | 「ジェットコースター」HIKARI                          | 「涙の水彩画」スィートショップ              |
| 2000年2月~3月        | 「GREENTINGS!」PUSHIM                                 | 「追放と楽園」COIL                          |
| 2000年4月~5月        | 「EPISODE 1」スケボーキングfeat.Kj                    | 「スケリッグマイケル」ジァイアントステップ  |
| 2000年6月~7月        | 「El Carnaval」MURO                                   | 「DYED」WALRUS                              |
| 2000年8月~9月        | 「部屋でクイズ！」HARCO                               | 「眠りのうた」小谷美紗子                    |
| 2000年10月~11月      | 「星の滴」みみずくず                                  | 「微笑みの研究」Sunny                       |
| 2000年12月~2001年1月 | 「ゆらゆら帝国で考え中」ゆらゆら帝国                  | 「マタ逢ウ日マデ」RIP SLYME                 |
| 2001年2月~3月        | 「Never Too Late」ラナhanakoマキサック                | 「アロー」GOING UNDER GROUND                |
| 2001年4月~5月        | 「ラストシーン」石野卓球feat.七尾旅人                 | 「Kitchen」モリナオヤ                       |
| 2001年6月~7月        | 「イツナロウバ」KICK THE CAN CREW                     | 「サイコアナルシス」EGO-WRAPPIN'            |
| 2001年8月~9月        | 「Take It」babamania                                  | 「ヘキサムーン」小林建樹                    |
| 2001年10月~11月      | 「HigH」MO'SOME TONEBENDER                            | 「この世の果てまで」the pillows             |
| 2001年12月~2002年1月 | 「雪の降る頃」キセル                                  | 「悩める年頃」Brownies                      |
| 2002年2月~3月        | 「GOODBYEBLE」PEALOUT                                 | 「春雨道中」MAMALAID RAG                    |
| 2002年4月~5月        | 「フューチャーエレクトロパレード」Hi-5                | 「それから」CYCLES                          |
| 2002年6月~7月        | 「昨日のNo, 明日のYes」GAKU-MC                        | 「NORTHERN ROCK」BUGY CRAXONE               |
| 2002年8月~9月        | 「造花が笑う」ACIDMAN                                 | 「Every」THE JERRY LEE PHANTOM              |
| 2002年10月~11月      | 「Reborn」Syrup 16g                                   | 「BAYON」DETERMINATIONS                     |
| 2002年12月~2003年1月 | 「My friends」SCREAMING SOUL HILL                     | 「ブルー」広沢タダシ                        |
| 2003年2月~3月        | 「朝のプール」Brownies                                | 「隣の部屋」柴田淳                          |
| 2003年4月~5月        | 「無風〜カゼハナシ〜」GQ06                            | 「Special Place」東田トモヒロ               |
| 2003年6月~7月        | 「そのぬくもりに用がある」サンボマスター              | 「mind game」古明地洋哉                     |
| 2003年8月~9月        | 「SWAN SONG」ART-SCHOOL                               | 「黄金ウェーブ」SPARTA LOCALS               |
| 2003年10月~11月      | 「輪」山嵐feat.キヨサク                               | 「光よりも速く」CHAINS                      |
| 2003年12月~2004年1月 | 「僕の存在は嘘じゃなかった」OUTLAW                    | 「劍」天野月子                              |
| 2004年2月~3月        | 「ジオラマの花」ジャパハリネット                      | 「C-C-C」AUTO PILOT                         |
| 2004年4月~5月        | 「平凡」オーノキヨフミ                                | 「小春日和」椿屋四重奏                      |
| 2004年6月~7月        | 「HEY!」10-FEET                                       | 「Rainbow Seeker」森広隆                    |
| 2004年8月~9月        | 「LOVE DISCHORD」BEAT CRUSADERS                       | 「sheep sleep」SCARLET                      |
| 2004年10月~11月      | 「ゼンマイ仕掛け」矢野絢子                            | 「Lovedeath」SCHOOL GIRL'69                 |
| 2004年12月~2005年1月 | 「ココロノコトバ」SOUTH BLOW                          | 「オレンジ」tobaccojuice                    |
| 2005年2月~3月        | 「夢のあとさき」つばき                                | 「春 -旅立ちの歌-」CHABA                    |
| 2005年4月~5月        | 「フランクフルト」キャプテンストライダム              | 「Hi-Fi」DOPING PANDA                       |
| 2005年6月~7月        | 「あと10秒で」ART-SCHOOL                              | 「Beautiful Song」detroit7                  |
| 2005年8月~9月        | 「バリバリ HOT」Hoi Festa                             | 「プロローグ」椿屋四重奏                    |
| 2005年10月~11月      | 「HIGH WAY, MY WAY」UNDER THE COUNTER                 | 「ペチカ」MO'SOME TONEBENDER                |
| 2005年12月~2006年1月 | 「光の果て」SOUTH BLOW                                | 「眠れない部屋」平絵里香                    |
| 2006年2月~3月        | 「Love you」STAN                                      | 「Sad Code」ストレイテナー                  |
| 2006年4月~5月        | 「Arabesque(Japanese Version)」SUEMITSU & THE SUEMITH | 「Beautiful」bonobos                        |
| 2006年6月~7月        | 「screw the plan」HALFBY                              | 「間接照明」超飛行少年                      |
| 2006年8月~9月        | 「フラッシュワープ」FoZZtone                          | 「入道雲」シュノーケル                      |
| 2006年10月~11月      | 「風も吹かぬ街」the court                             | 「ムーディー・ムーン・ダンス」スムルース    |
| 2006年12月~2007年1月 | 「自由度。」野本かりあ featuring エイジアエンジニア   | 「ラストダンス」Base Ball Bear              |
| 2007年2月~3月        | 「over」竹内電気                                      | 「26」LOST IN TIME                          |
| 2007年4月~5月        | 「CAN'T SLEEP BUT...」ムラマサ☆                       | 「さざなみ splash ver.」DEPAPEPE            |
| 2007年6月~7月        | 「こどもたち」LOSTAGE                                 | 「Hope」PINKLOOP                            |
| 2007年8月~9月        | 「LIFE GAME」redballoon                               | 「夢の中まで」サンタラ                      |
| 2007年10月~11月      | 「コインランドリー」OGRE YOU ASSHOLE                  | 「リアル」榎本くるみ                        |
| 2007年12月~2008年1月 | 「Get down」tick                                      | 「月光の街」the ARROWS                      |
| 2008年2月~3月        | 「フーガ」ジン                                        | 「ワード」サカナクション                    |
| 2008年4月~5月        | 「Dancetek」THE JETZEJOHNSON                          | 「マボロシ」メガネビジョン                  |
| 2008年6月~7月        | 「Oh yeah, music! You are mine!!」the chef cooks me   | 「TAXI」LEO今井                             |
| 2008年8月~9月        | 「milk tea」竹内電気                                  | 「リンゴアメ」ほたる日和                    |
| 2008年10月~11月      | 「しらない合図しらせる子」OGRE YOU ASSHOLE            | 「プラセンタ」KICKFLIP                      |
| 2008年12月~2009年1月 | 「Love It！」LAZYgunsBRISKY                           | 「口癖」Laugh Line                          |
| 2009年2月~3月        | 「Life Is Party」andymori                             | 「Farewell Blossom」UNCHAIN                 |

## エピソード
- 従来、ライヴ会場の告知をする場合、広告・宣伝放送を禁止した放送法83条に抵触するため具体的な施設名を言わなかった（日本武道館を「東京・九段下」、NHKホールのことを「NHKのそばにあるホール」など）が、2007年秋頃から解禁された。
- おとぎ話の風間洋隆[3]や元椿屋四重奏 の中田裕二[4]のように、当番組のリスナーであったことがきっかけで音楽活動を始めたことを告白するミュージシャンもいる。
- 1995年6月1日の放送（収録は5月17日）で、ゲスト出演していたTHE BLUE HEARTSが突然の解散発表を行った。パーソナリティを含めた殆どのスタッフに知らされていなかったため、収録現場は騒然となったという[1]。この状況は翌日6月2日の新聞で取り上げられたほか、後年（2023年4月）放送された民放のバラエティ番組（TBSテレビ制作『マツコの知らない世界』）でも当時の音源が流された[5]。
- 2006年12月15日のTOP20カウントダウンにランクインしたUVERworldは、タイトルのみが紹介され曲は流れなかったが、同日にボーカルのTAKUYA∞が公務執行妨害で逮捕されたことが影響したものと考えられる[6]。

## 後継番組
- ミュージックライン - 『ミュージックスクエア』より幅広い年齢層への訴求を目指している[2]。番組内容について、月曜日から木曜日は当番組のスタイルを受け継ぎながらも、ゲストの個性を一層引き出せるようにを複数日迎える形を増やしたり、ダウンロード時代にも対応した構成としている[2]。金曜日は『TOP20COUNTDOWN』から、アラフォー世代を主なターゲットにしたロックやポップスの名曲を放送する内容に変更された[2]。また、これまでの曜日ごと（後期は月 - 木曜と金曜の2名制）分担のパーソナリティが、この番組以後は1週間通しで1人で担当するスタイルに変更された。